# 증평군의 도로 목록
다음은 증평군의 도로 목록이다. 도로는 대로, 로, 길 순서로 가나다 순으로 정리하며, 기초번호나 일련번호 방식으로 매겨진 도로명은 따로 기입하지 않는다. 타 시/도와 연계될 경우 그 경계까지만 적는다.

## 대로
| 도로명   | 기점                          | 종점                          | 길이    | 유래                                              | 비고    |
| -------- | ----------------------------- | ----------------------------- | ------- | ------------------------------------------------- | ------- |
| 충청대로 | 충청북도 증평군 증평읍 초중리 | 충청북도 증평군 도안면 송정리 | 9.185km | 청주와 충주를 연결하는 충북의 대표격적인 상징도로 | 3436592 |

## 로
| 도로명     | 기점                          | 종점                          | 길이    | 유래                                                                       | 비고                |
| ---------- | ----------------------------- | ----------------------------- | ------- | -------------------------------------------------------------------------- | ------------------- |
| 광장로     | 충청북도 증평군 증평읍 송산리 | 충청북도 증평군 증평읍 용강리 | 5.626km | 군청 앞 광장을 지나는 도로                                                 | 540592              |
| 남하용강로 | 충청북도 증평군 증평읍 남하리 | 충청북도 증평군 증평읍 용강리 | 923m    | 남하리와 용강리를 연결하는 도로                                            |                     |
| 노암로     | 충청북도 증평군 도안면 화성리 | 충청북도 증평군 도안면 노암리 | 1.684km | 행정리인 노암리에서 인용                                                   |                     |
| 단지바우로 | 충청북도 증평군 증평읍 미암리 | 충청북도 증평군 증평읍 미암리 | 306m    | 단지처럼 생긴 바위가 있다하여 붙여진 단지바우마을 이름 반영                | 2011년 2월 1일 신설 |
| 대학로     | 충청북도 증평군 증평읍 용강리 | 충청북도 증평군 증평읍 용강리 | 946m    | 충주대학교에서 인용                                                        |                     |
| 덕상로     | 충청북도 증평군 증평읍 죽리   | 충청북도 증평군 증평읍 남차리 | 1.768km | 행정리인 덕상리에서 인용                                                   |                     |
| 도당로     | 충청북도 증평군 도안면 도당리 | 충청북도 증평군 도안면 도당리 | 1.976km | 행정리인 도당리에서 인용                                                   |                     |
| 두름로     | 충청북도 증평군 증평읍 장동리 | 충청북도 증평군 증평읍 증천리 | 1.214km | 증평시내를 두른 지형에서 인용                                              |                     |
| 두산로     | 충청북도 증평군 증평읍 용강리 | 충청북도 증평군 증평읍 용강리 | 495m    | 두산전자 기업에서 인용                                                     |                     |
| 모래재로   | 충청북도 증평군 도안면 화성리 | 충청북도 증평군 도안면 도당리 | 2.004km | 보광산을 넘어 괴산군으로 진입하는 모래재 고개에서 유래                     |                     |
| 문화로     | 충청북도 증평군 증평읍 증천리 | 충청북도 증평군 증평읍 증천리 | 1.144km | 문화원에서 인용                                                            |                     |
| 보건복지로 | 충청북도 증평군 증평읍 증평리 | 충청북도 증평군 증평읍 내성리 | 1.254km | 보건복지타운을 널리 알리기 위하여 인용                                     |                     |
| 사곡로     | 충청북도 증평군 증평읍 증천리 | 충청북도 증평군 도안면 도당리 | 4.354km | 행정리인 사곡리에서 인용                                                   |                     |
| 삼보로     | 충청북도 증평군 증평읍 연탄리 | 충청북도 증평군 증평읍 증천리 | 3.119km | 세가지의 보물(천연약수, 금광석, 산골)이 난다하여 불리게 된 삼보산에서 인용 | 34                  |
| 삼일로     | 충청북도 증평군 증평읍 신동리 | 충청북도 증평군 증평읍 교동리 | 921m    | 증평 삼일공원에서 인용                                                     |                     |
| 상그린로   | 충청북도 증평군 도안면 도당리 | 충청북도 증평군 도안면 광덕리 | 2.651km | 상그린권역 개발사업에서 인용                                               |                     |
| 송티로     | 충청북도 증평군 증평읍 송산리 | 충청북도 증평군 증평읍 송산리 | 983m    | 송티마을 이름에서 인용                                                     |                     |
| 역전로     | 충청북도 증평군 증평읍 창동리 | 충청북도 증평군 증평읍 증평리 | 916m    | 증평역에서 인용                                                            |                     |
| 원명로     | 충청북도 증평군 도안면 송정리 | 충청북도 증평군 도안면 광덕리 | 1.425km | 독립운동가인 원명 연병호 선생 생가를 잇는 도로                             | 510                 |
| 율리휴양로 | 충청북도 증평군 증평읍 남차리 | 충청북도 증평군 증평읍 율리   | 7.36km  | 율리휴양촌에서 인용                                                        |                     |
| 인삼로     | 충청북도 증평군 증평읍 연탄리 | 충청북도 증평군 도안면 송정리 | 7.645km | 증평의 대표 특산물인 인삼에서 인용                                         | 510                 |
| 장뜰로     | 충청북도 증평군 증평읍 신동리 | 충청북도 증평군 증평읍 장동리 | 1.223km | 증평 장뜰시장 이름에서 인용                                                |                     |
| 중부로     | 충청북도 증평군 증평읍 연탄리 | 충청북도 증평군 증평읍 사곡리 | 6.486km | 충북 중앙을 동서로 연결하는 도로                                           | 34510               |
| 중앙로     | 충청북도 증평군 증평읍 초중리 | 충청북도 증평군 증평읍 장동리 | 2.363km | 증평 중앙을 통과하는 도로                                                  |                     |
| 증평로     | 충청북도 증평군 증평읍 장동리 | 충청북도 증평군 증평읍 장동리 | 1.035km | 증평읍에서 인용                                                            |                     |
| 증평산단로 | 충청북도 증평군 증평읍 미암리 | 충청북도 증평군 증평읍 미암리 | 910m    | 증평산업단지를 널리 알리기 위하여 인용                                     |                     |
| 창신로     | 충청북도 증평군 증평읍 창동리 | 충청북도 증평군 증평읍 신동리 | 843m    | 창동리와 신동리를 연결하는 도로                                            |                     |
| 초정약수로 | 충청북도 증평군 증평읍 남차리 | 충청북도 증평군 증평읍 증천리 | 6.552km | 초정약수로 진입하는 도로                                                   | 540                 |
| 초중로     | 충청북도 증평군 증평읍 초중리 | 충청북도 증평군 증평읍 초중리 | 1.1km   | 행정리인 초중리에서 인용                                                   |                     |
| 초평로     | 충청북도 증평군 증평읍 연탄리 | 충청북도 증평군 증평읍 연탄리 | 2.973km | 진천군 초평면에서 인용                                                     |                     |
| 하평로     | 충청북도 증평군 증평읍 미암리 | 충청북도 증평군 증평읍 미암리 | 612m    | 재평골마을 이름에서 인용                                                   |                     |
| 형석로     | 충청북도 증평군 증평읍 미암리 | 충청북도 증평군 증평읍 미암리 | 1.145km | 형석중학교, 형석고등학교에서 인용                                          |                     |
| 화성로     | 충청북도 증평군 도안면 화성리 | 충청북도 증평군 도안면 화성리 | 1.469km | 행정리인 화성리에서 인용                                                   |                     |
| 효근로     | 충청북도 증평군 증평읍 죽리   | 충청북도 증평군 증평읍 남차리 | 1.991km | 괴산군 청안면 효근리 진입도로                                              |                     |

## 길
| 도로명      | 기점                          | 종점                          | 길이   | 유래                                                                     | 비고                           |
| ----------- | ----------------------------- | ----------------------------- | ------ | ------------------------------------------------------------------------ | ------------------------------ |
| 가장골길    | 충청북도 증평군 증평읍 초중리 | 충청북도 증평군 증평읍 초중리 | 1,002m | 가장골마을 이름에서 인용                                                 |                                |
| 곡강길      | 충청북도 증평군 증평읍 용강리 | 충청북도 증평군 증평읍 덕상리 | 1,113m | 곡강마을 이름에서 인용                                                   |                                |
| 괴정길      | 충청북도 증평군 도안면 노암리 | 충청북도 증평군 도안면 노암리 | 137m   | 마을에 느티나무가 있는 정자가 있어 불리게 된 괴정마을 이름을 반영        | 2011년 2월 1일 연암길에서 분리 |
| 교동길      | 충청북도 증평군 증평읍 교동리 | 충청북도 증평군 증평읍 교동리 | 444m   | 행정리인 교동리에서 인용                                                 |                                |
| 구계길      | 충청북도 증평군 도안면 광덕리 | 충청북도 증평군 도안면 광덕리 | 531m   | 구계마을 이름에서 인용                                                   |                                |
| 구계서원길  | 충청북도 증평군 증평읍 남차리 | 충청북도 증평군 증평읍 남차리 | 837m   | 증평 유일의 서원이었던 구계서원에서 인용                                 | 2011년 2월 1일 수현2길로 변경  |
| 구봉정길    | 충청북도 증평군 도안면 화성리 | 충청북도 증평군 도안면 노암리 | 1,223m | 구봉정마을 이름에서 인용                                                 |                                |
| 구상길      | 충청북도 증평군 증평읍 덕상리 | 충청북도 증평군 증평읍 덕상리 | 1,040m | 구상마을 이름에서 인용                                                   |                                |
| 궁전길      | 충청북도 증평군 증평읍 사곡리 | 충청북도 증평군 증평읍 사곡리 | 761m   | 궁전마을 이름에서 인용                                                   |                                |
| 금곡길      | 충청북도 증평군 증평읍 연탄리 | 충청북도 증평군 증평읍 연탄리 | 320m   | 금곡마을 이름에서 인용                                                   |                                |
| 금당길      | 충청북도 증평군 도안면 도당리 | 충청북도 증평군 도안면 도당리 | 1,058m | 금당마을 이름에서 인용                                                   |                                |
| 까치골길    | 충청북도 증평군 증평읍 죽리   | 충청북도 증평군 증평읍 용강리 | 1,661m | 까치골마을 이름에서 인용                                                 |                                |
| 남촌길      | 충청북도 증평군 도안면 화성리 | 충청북도 증평군 도안면 화성리 | 417m   | 남촌마을 이름에서 인용                                                   |                                |
| 남하길      | 충청북도 증평군 증평읍 남하리 | 충청북도 증평군 증평읍 죽리   | 2,374m | 행정리 남하리에서 인용                                                   |                                |
| 내룡길      | 충청북도 증평군 증평읍 용강리 | 충청북도 증평군 증평읍 용강리 | 1,157m | 내룡마을 이름에서 인용                                                   |                                |
| 내봉천길    | 충청북도 증평군 증평읍 율리   | 충청북도 증평군 증평읍 율리   | 264m   | 내봉천에서 인용                                                          |                                |
| 뇌실길      | 충청북도 증평군 도안면 노암리 | 충청북도 증평군 도안면 노암리 | 1,108m | 뇌실마을 이름에서 인용                                                   |                                |
| 단군전길    | 충청북도 증평군 증평읍 대동리 | 충청북도 증평군 증평읍 증평리 | 136m   | 단군전에서 인용                                                          |                                |
| 단암길      | 충청북도 증평군 증평읍 미암리 | 충청북도 증평군 증평읍 미암리 | 816m   | 단암마을 이름에서 인용                                                   | 2011년 2월 1일 폐지            |
| 대동길      | 충청북도 증평군 증평읍 대동리 | 충청북도 증평군 증평읍 증평리 | 201m   | 행정리 대동리에서 인용                                                   |                                |
| 대봉산길    | 충청북도 증평군 증평읍 미암리 | 충청북도 증평군 증평읍 미암리 | 288m   | 대봉산에서 인용                                                          |                                |
| 덕령길      | 충청북도 증평군 증평읍 덕상리 | 충청북도 증평군 증평읍 덕상리 | 304m   | 덕령마을 이름에서 인용                                                   |                                |
| 덕평길      | 충청북도 증평군 증평읍 남차리 | 충청북도 증평군 증평읍 남차리 | 251m   | 덕평마을 이름에서 인용                                                   |                                |
| 도암길      | 충청북도 증평군 도안면 도당리 | 충청북도 증평군 도안면 도당리 | 1,969m | 도암마을 이름에서 인용                                                   |                                |
| 동점길      | 충청북도 증평군 증평읍 남차리 | 충청북도 증평군 증평읍 남차리 | 934m   | 도점마을 이름에서 인용                                                   |                                |
| 둔덕길      | 충청북도 증평군 증평읍 남하리 | 충청북도 증평군 증평읍 남하리 | 1,443m | 둔덕마을 이름에서 인용                                                   |                                |
| 모산길      | 충청북도 증평군 도안면 광덕리 | 충청북도 증평군 도안면 광덕리 | 1,742m | 모산마을 이름에서 인용                                                   |                                |
| 문화마을길  | 충청북도 증평군 도안면 화성리 | 충청북도 증평군 도안면 화성리 | 479m   | 도안 문화마을에서 인용                                                   |                                |
| 미륵댕이1길 | 충청북도 증평군 증평읍 미암리 | 충청북도 증평군 증평읍 미암리 | 462m   | 미륵당마을 이름에서 인용                                                 |                                |
| 미륵댕이2길 | 충청북도 증평군 증평읍 미암리 | 충청북도 증평군 증평읍 미암리 | 301m   | 미륵당마을 이름에서 인용                                                 |                                |
| 바랑골길    | 충청북도 증평군 도안면 석곡리 | 충청북도 증평군 도안면 석곡리 | 532m   | 바랑골마을 이름에서 인용                                                 |                                |
| 반여울길    | 충청북도 증평군 증평읍 연탄리 | 충청북도 증평군 증평읍 연탄리 | 383m   | 반여울마을 이름에서 인용                                                 |                                |
| 반탄길      | 충청북도 증평군 증평읍 연탄리 | 충청북도 증평군 증평읍 송산리 | 404m   | 반탄마을 이름에서 인용                                                   |                                |
| 밤티길      | 충청북도 증평군 증평읍 율리   | 충청북도 증평군 증평읍 율리   | 202m   | 밤티마을 이름에서 인용                                                   |                                |
| 방곡길      | 충청북도 증평군 증평읍 사곡리 | 충청북도 증평군 증평읍 사곡리 | 417m   | 방곡마을 이름에서 인용                                                   |                                |
| 백암길      | 충청북도 증평군 도안면 노암리 | 충청북도 증평군 도안면 노암리 | 956m   | 백암마을 이름에서 인용                                                   |                                |
| 벌말길      | 충청북도 증평군 증평읍 연탄리 | 충청북도 증평군 증평읍 연탄리 | 1,347m | 벌말마을 이름에서 인용                                                   |                                |
| 벼루재길    | 충청북도 증평군 도안면 노암리 | 충청북도 증평군 도안면 연촌리 | 6,130m | 벼루재 고개 이름에서 인용                                                |                                |
| 북부두름길  | 충청북도 증평군 증평읍 장동리 | 충청북도 증평군 증평읍 장동리 | 1,008m | 증평시내 북부지역을 두르고 있는 도로                                     |                                |
| 북촌길      | 충청북도 증평군 도안면 화성리 | 충청북도 증평군 도안면 화성리 | 456m   | 북촌마을 이름에서 인용                                                   |                                |
| 사청길      | 충청북도 증평군 증평읍 사곡리 | 충청북도 증평군 증평읍 사곡리 | 468m   | 사청마을 이름에서 인용                                                   |                                |
| 산정길      | 충청북도 증평군 도안면 석곡리 | 충청북도 증평군 도안면 석곡리 | 816m   | 산정마을 이름에서 인용                                                   |                                |
| 삼거리길    | 충청북도 증평군 증평읍 율리   | 충청북도 증평군 증평읍 율리   | 321m   | 삼거리마을 이름에서 인용                                                 |                                |
| 삼보사길    | 충청북도 증평군 증평읍 남하리 | 충청북도 증평군 증평읍 죽리   | 517m   | 삼보사에서 인용                                                          |                                |
| 삼보정길    | 충청북도 증평군 증평읍 연탄리 | 충청북도 증평군 증평읍 연탄리 | 750m   | 삼보정에서 인용                                                          |                                |
| 삼성길      | 충청북도 증평군 증평읍 내성리 | 충청북도 증평군 증평읍 내성리 | 1,101m | 삼성당마을 이름에서 인용                                                 |                                |
| 삽사리길    | 충청북도 증평군 증평읍 송산리 | 충청북도 증평군 증평읍 송산리 | 1,222m | 삽사리마을 이름에서 인용                                                 |                                |
| 상모산길    | 충청북도 증평군 도안면 광덕리 | 충청북도 증평군 도안면 광덕리 | 467m   | 모산마을 이름에서 인용                                                   |                                |
| 상작길      | 충청북도 증평군 도안면 화성리 | 충청북도 증평군 도안면 화성리 | 444m   | 상작마을 이름에서 인용                                                   |                                |
| 상평길      | 충청북도 증평군 증평읍 미암리 | 충청북도 증평군 증평읍 미암리 | 608m   | 상평마을 이름에서 인용                                                   |                                |
| 새동네길    | 충청북도 증평군 도안면 송정리 | 충청북도 증평군 도안면 노암리 | 888m   | 새동네마을 이름에서 인용                                                 |                                |
| 새터길      | 충청북도 증평군 증평읍 덕상리 | 충청북도 증평군 증평읍 남차리 | 828m   | 새터마을 이름에서 인용                                                   |                                |
| 새터말길    | 충청북도 증평군 증평읍 남하리 | 충청북도 증평군 증평읍 남하리 | 240m   | 새터말마을 이름에서 인용                                                 |                                |
| 서당골길    | 충청북도 증평군 증평읍 남하리 | 충청북도 증평군 증평읍 남하리 | 442m   | 서당골마을 이름에서 인용                                                 |                                |
| 석곡길      | 충청북도 증평군 도안면 화성리 | 충청북도 증평군 도안면 석곡리 | 1,449m | 행정리 석곡리에서 인용                                                   |                                |
| 석현길      | 충청북도 증평군 증평읍 용강리 | 충청북도 증평군 증평읍 용강리 | 441m   | 석현마을 이름에서 인용                                                   |                                |
| 석화길      | 충청북도 증평군 도안면 송정리 | 충청북도 증평군 도안면 석곡리 | 593m   | 석화마을 이름에서 인용                                                   |                                |
| 성도리길    | 충청북도 증평군 도안면 화성리 | 충청북도 증평군 도안면 화성리 | 218m   | 성도리마을 이름에서 인용                                                 |                                |
| 소강정길    | 충청북도 증평군 도안면 송정리 | 충청북도 증평군 도안면 송정리 | 498m   | 소강정마을 이름에서 인용                                                 |                                |
| 솔모루길    | 충청북도 증평군 증평읍 남하리 | 충청북도 증평군 증평읍 남하리 | 219m   | 솔모루마을 이름에서 인용                                                 |                                |
| 솟점말길    | 충청북도 증평군 증평읍 율리   | 충청북도 증평군 증평읍 율리   | 418m   | 솟점말마을 이름에서 인용                                                 |                                |
| 송오길      | 충청북도 증평군 증평읍 송산리 | 충청북도 증평군 증평읍 송산리 | 206m   | 송오리마을 이름에서 인용                                                 |                                |
| 송현길      | 충청북도 증평군 증평읍 송산리 | 충청북도 증평군 증평읍 송산리 | 563m   | 송현마을 이름에서 인용                                                   |                                |
| 쇠마루길    | 충청북도 증평군 증평읍 연탄리 | 충청북도 증평군 증평읍 연탄리 | 474m   | 쇠마루마을 이름에서 인용                                                 |                                |
| 수현길      | 충청북도 증평군 증평읍 남차리 | 충청북도 증평군 증평읍 남차리 | 1,496m | 참나무가 많아 숯을 구웠다하여 불리게 된 숯고개의 옛 지명인 수현에서 인용 |                                |
| 시화길      | 충청북도 증평군 증평읍 미암리 | 충청북도 증평군 증평읍 미암리 | 598m   | 시화마을 이름에서 인용                                                   |                                |
| 신교길      | 충청북도 증평군 증평읍 신동리 | 충청북도 증평군 증평읍 교동리 | 695m   | 신동리와 교동리를 연결하는 도로                                          |                                |
| 아랫장뜰길  | 충청북도 증평군 증평읍 신동리 | 충청북도 증평군 증평읍 교동리 | 762m   | 장뜰시장로 남쪽에 위치한 도로                                            |                                |
| 안골길      | 충청북도 증평군 증평읍 내성리 | 충청북도 증평군 증평읍 증천리 | 1,433m | 안골마을 이름에서 인용                                                   |                                |
| 안자산길    | 충청북도 증평군 증평읍 송산리 | 충청북도 증평군 증평읍 송산리 | 1,251m | 안자산마을 이름에서 인용                                                 |                                |
| 양지말길    | 충청북도 증평군 증평읍 남하리 | 충청북도 증평군 증평읍 남하리 | 232m   | 양지말마을 이름에서 인용                                                 |                                |
| 양촌길      | 충청북도 증평군 증평읍 덕상리 | 충청북도 증평군 증평읍 덕상리 | 1,082m | 양촌마을 이름에서 인용                                                   |                                |
| 연암길      | 충청북도 증평군 도안면 노암리 | 충청북도 증평군 도안면 송정리 | 2,187m | 연암지 호수 이름에서 인용                                                |                                |
| 연정길      | 충청북도 증평군 증평읍 죽리   | 충청북도 증평군 증평읍 덕상리 | 1,025m | 연정마을 이름에서 인용                                                   |                                |
| 염실길      | 충청북도 증평군 증평읍 남하리 | 충청북도 증평군 증평읍 남하리 | 1,143m | 염실마을 이름에서 인용                                                   |                                |
| 영천길      | 충청북도 증평군 증평읍 연탄리 | 충청북도 증평군 증평읍 연탄리 | 1,241m | 영천마을 이름에서 인용                                                   |                                |
| 외룡길      | 충청북도 증평군 증평읍 용강리 | 충청북도 증평군 증평읍 용강리 | 844m   | 외룡마을 이름에서 인용                                                   |                                |
| 외봉천길    | 충청북도 증평군 증평읍 율리   | 충청북도 증평군 증평읍 율리   | 539m   | 외봉마을 이름에서 인용                                                   |                                |
| 요골길      | 충청북도 증평군 도안면 광덕리 | 충청북도 증평군 도안면 광덕리 | 201m   | 요골마을 이름에서 인용                                                   |                                |
| 울어바위길  | 충청북도 증평군 도안면 화성리 | 충청북도 증평군 도안면 미암리 | 1,023m | 울어바위에서 인용                                                        |                                |
| 원평길      | 충청북도 증평군 증평읍 죽리   | 충청북도 증평군 증평읍 남차리 | 3,639m | 원평마을 이름에서 인용                                                   |                                |
| 월강길      | 충청북도 증평군 도안면 송정리 | 충청북도 증평군 도안면 송정리 | 306m   | 월강마을 이름에서 인용                                                   |                                |
| 윗장뜰길    | 충청북도 증평군 증평읍 신동리 | 충청북도 증평군 증평읍 장동리 | 1,047m | 장뜰시장로 북쪽에 위치한 도로                                            |                                |
| 은행나무길  | 충청북도 증평군 증평읍 송산리 | 충청북도 증평군 증평읍 송산리 | 357m   | 은행나무 정자가 있어 은행나무를 상징하기 위함                            |                                |
| 은행정길    | 충청북도 증평군 도안면 도당리 | 충청북도 증평군 도안면 도당리 | 998m   | 은행정마을 이름에서 인용                                                 |                                |
| 입장길      | 충청북도 증평군 도안면 송정리 | 충청북도 증평군 도안면 송정리 | 2,390m | 입장마을 이름에서 인용                                                   |                                |
| 자양길      | 충청북도 증평군 증평읍 미암리 | 충청북도 증평군 증평읍 미암리 | 759m   | 자양마을 이름에서 인용                                                   |                                |
| 장내길      | 충청북도 증평군 증평읍 남차리 | 충청북도 증평군 증평읍 남차리 | 1,906m | 장내마을 이름에서 인용                                                   |                                |
| 장동길      | 충청북도 증평군 증평읍 교동리 | 충청북도 증평군 증평읍 장동리 | 354m   | 행정리 장동리에서 인용                                                   |                                |
| 장봉길      | 충청북도 증평군 증평읍 덕상리 | 충청북도 증평군 증평읍 덕상리 | 193m   | 장봉마을 이름에서 인용                                                   |                                |
| 절골길      | 충청북도 증평군 증평읍 율리   | 충청북도 증평군 증평읍 율리   | 326m   | 예전에 절이 있어 절골이라 불리었음                                       |                                |
| 정복골길    | 충청북도 증평군 증평읍 덕상리 | 충청북도 증평군 증평읍 덕상리 | 524m   | 정복마을 이름에서 인용                                                   |                                |
| 종암길      | 충청북도 증평군 증평읍 율리   | 충청북도 증평군 증평읍 율리   | 1,755m | 행정리 종암리에서 인용                                                   |                                |
| 좌실길      | 충청북도 증평군 도안면 도당리 | 충청북도 증평군 도안면 도당리 | 526m   | 좌실마을 이름에서 인용                                                   |                                |
| 죽리1길     | 충청북도 증평군 증평읍 죽리   | 충청북도 증평군 증평읍 죽리   | 534m   | 행정리 죽리에서 인용                                                     |                                |
| 죽리2길     | 충청북도 증평군 증평읍 죽리   | 충청북도 증평군 증평읍 죽리   | 320m   | 행정리 죽리에서 인용                                                     |                                |
| 중동길      | 충청북도 증평군 증평읍 중동리 | 충청북도 증평군 증평읍 중동리 | 201m   | 행정리 중동리에서 인용                                                   |                                |
| 증안길      | 충청북도 증평군 증평읍 초중리 | 충청북도 증평군 증평읍 초중리 | 1,169m | 증안마을 이름에서 인용                                                   |                                |
| 증안지길    | 충청북도 증평군 증평읍 초중리 | 충청북도 증평군 증평읍 초중리 | 1,549m | 증안지 호수 이름에서 인용                                                |                                |
| 증천길      | 충청북도 증평군 증평읍 증천리 | 충청북도 증평군 증평읍 증천리 | 252m   | 행정리 증천리에서 인용                                                   |                                |
| 진등길      | 충청북도 증평군 도안면 노암리 | 충청북도 증평군 도안면 노암리 | 578m   | 진등마을 이름에서 인용                                                   |                                |
| 진지내길    | 충청북도 증평군 증평읍 증천리 | 충청북도 증평군 증평읍 증천리 | 598m   | 옛 지명인 진지내에서 인용                                                |                                |
| 질벌길      | 충청북도 증평군 증평읍 사곡리 | 충청북도 증평군 증평읍 사곡리 | 547m   | 질벌마을 이름에서 인용                                                   |                                |
| 창동길      | 충청북도 증평군 증평읍 창동리 | 충청북도 증평군 증평읍 창동리 | 138m   | 행정리 창동리에서 인용                                                   |                                |
| 천광길      | 충청북도 증평군 도안면 광덕리 | 충청북도 증평군 도안면 광덕리 | 1,264m | 천광마을 이름에서 인용                                                   |                                |
| 탑골길      | 충청북도 증평군 도안면 송정리 | 충청북도 증평군 도안면 송정리 | 1,179m | 옛 지명인 탑골에서 인용                                                  |                                |
| 탑바위길    | 충청북도 증평군 증평읍 남하리 | 충청북도 증평군 증평읍 남하리 | 975m   | 옛 지명인 탑바위에서 인용                                                |                                |
| 텃골길      | 충청북도 증평군 도안면 석곡리 | 충청북도 증평군 도안면 석곡리 | 1,437m | 텃골마을 이름에서 인용                                                   |                                |
| 통미길      | 충청북도 증평군 도안면 송정리 | 충청북도 증평군 도안면 송정리 | 346m   | 통미마을 이름에서 인용                                                   |                                |
| 하작길      | 충청북도 증평군 도안면 화성리 | 충청북도 증평군 도안면 화성리 | 119m   | 하작마을 이름에서 인용                                                   |                                |
| 한내길      | 충청북도 증평군 증평읍 남하리 | 충청북도 증평군 증평읍 내성리 | 1,107m | 한내마을 이름에서 인용                                                   |                                |
| 행갈길      | 충청북도 증평군 도안면 화성리 | 충청북도 증평군 도안면 노암리 | 1,871m | 행갈마을 이름에서 인용                                                   |                                |
| 행복마을길  | 충청북도 증평군 증평읍 남차리 | 충청북도 증평군 증평읍 남차리 | 647m   | 전원마을 조성지역인 행복마을에서 인용                                    |                                |
| 행화정길    | 충청북도 증평군 도안면 화성리 | 충청북도 증평군 도안면 화성리 | 232m   | 행화정마을 이름에서 인용                                                 |                                |
| 협업단지길  | 충청북도 증평군 증평읍 증천리 | 충청북도 증평군 증평읍 증천리 | 466m   | 증평협업단지에서 인용                                                    |                                |

## 참고 자료
- 증평군 고시 제2009-50호[깨진 링크(과거 내용 찾기)], 2009년 8월 17일.
- 증평군 고시 제2011-8호[깨진 링크(과거 내용 찾기)], 2011년 2월 1일.